# Homalium buxifolium
Homalium buxifolium är en videväxtart som beskrevs av Däniker. Homalium buxifolium ingår i släktet Homalium och familjen videväxter. Inga underarter finns listade i Catalogue of Life.